# کوتا تینگی
کوتا تینگی (انگلیسی: Kota Tinggi)